# Агдам (Ходжавендский район)
Агдам (азерб. Ağdam), ранее — Акаку (азерб. Akaku) — село в административно-территориальном округе села Туг Ходжавендского района Азербайджана.

## География
Сёла Туг, Атагут, Агдам, Сусанлыг входят в состав Тугского сельского административно-территориального округа Ходжавендского района, при этом село Туг является центром этого сельского административно-территориального округа.

## История
В советский период село называлось Акаку и входило в состав Тугского сельсовета Гадрутского района Нагорно-Карабахской автономной области (НКАО) Азербайджанской ССР.
2 сентября 1991 года на совместной сессии Нагорно-Карабахского областного и Шаумяновского районного Советов народных депутатов была принята Декларация о провозглашении Нагорно-Карабахской Республики в границах Нагорно-Карабахской автономной области (НКАО) и сопредельного Шаумяновского района Азербайджанской ССР.
26 ноября 1991 года Верховный Совет Азербайджанский Республики принял Закон "Об упразднении Нагорно-Карабахской автономной области Азербайджанской Республики". В этом Законе помимо упразднения Нагорно-Карабахской Автономной Области (НКАО), было постановлено в том числе также и переименование Мартунинского района в Ходжаведский, упразднение Гадрутского района и присоединение территории Гадрутского района в состав Ходжавендского района. Решением Милли Меджлиса Азербайджанской Республики от 29 декабря 1992 года село Акаку было переименовано в Агдам. В настоящее время это село Агдам и входит в состав Тугского сельского административно-территориального округа Ходжавендского района Азербайджана.
В ходе Карабахского конфликта село в 1993 году было занято армянскими вооружёнными формированиями и перешло под контроль непризнанной Нагорно-Карабахской Республики (НКР). Согласно административно-территориальному делению непризнанной республики, контролировавшей село до 2020 года, располагалось в Гадрутском районе НКР и продолжало называться Акаку (арм. Հակակու).
9 ноября 2020 года во время 44-дневной войны Президент Азербайджана Ильхам Алиев объявил о возвращении села Вооружёнными Силами Азербайджана под контроль Азербайджана. 12 ноября Министерство обороны Азербайджана опубликовало кадры, на которых, как утверждает, запечатлено это село под контролем Азербайджана.
Вечером 27 декабря 2020 года в ряде азербайджанских СМИ появились сообщения о погибших и раненных азербайджанских и армянских военнослужащих, в результате возобновившихся боёв близ села Туг. Министерство обороны Армении опровергло эти сообщения, заявив что их подразделения соблюдают режим прекращения огня. На следующий день Министерство обороны Азербайджана опубликовало сообщение о том, что 27 декабря около 15:30 в направлении села Агдам «оставшийся на территории отряд из шести остатков армянских вооруженных сил»  напал на азербайджанских военнослужащих. В сообщении говорилось об одном погибшем и одном раненном с азербайджанской стороны, и о смерти всех шести членов армянского отряда.

## Население
По состоянию на 1 января 1933 года в селе проживало 321 человек (66 хозяйств), все  — армяне.
По состоянию на конец 2008 года в селе строилась школа на деньги бюджета НКР.